# Moravské Bránice
Pour les articles homonymes, voir Branice (homonymie).
Moravské Bránice (précédemment : České Bránice ; en allemand : Mährisch Branitz, précédemment : Böhmisch Branitz) est une commune du district de Brno-Campagne, dans la région de Moravie-du-Sud, en République tchèque. Sa population s'élevait à 990 habitants en 2020.

## Géographie
Moravské Bránice se trouve à 5 km à l'est-sud-est d'Ivančice, à 18 km au sud-ouest de Brno et à 182 km au sud-est de Prague.
La commune est limitée par Hlína au nord, par Silůvky et Dolní Kounice à l'est, par Nové Bránice au sud, et par Ivančice à l'ouest.

## Histoire
La première mention écrite du village date de 1181.

## Transports
- Gare de Moravské Bránice